# AVG AntiVirus
AVG AntiVirus, AVG Anti-Virus} - je antivirus program napravljen od strane kompanije AVG Technologies (bivša Grisoft) sa sedištem u Brnu.

## Verzije
Softver objavljen u oktobru 2009. godine ima verziju 9.0.
Dostupan je u sledećim varijantama:
- - besplatna verzija
- - uključuje tehničku podršku,
- - uključuje firewall i druge mogućnosti.

## Spoljašnje veze
- AVG Technologies Zvanična veb stranica
- Antivirus AVG Besplatna verzija
- Generalni Distributer za Srbiju i Crnu Goru
- Zastupnik za Srbiju